# Hendrik IV van Montfoort

Stamwapen de Rover-van Montfoort

Hendrik IV van Montfoort (1414 - 1459) was de 8e burggraaf van Montfoort, vrijheer van Zuid-Polsbroek, heer van Purmerend-Purmerland, Linschoten, Hekensdorp en Wulverhorst, dijkgraaf van Lopikkerwaard, baljuw van Woerden en baljuw van Rijnland.

## Levensloop
Hij was een zoon van Jan II van Montfoort en Cunegonde van Bronkhorst. Zijn huwelijk werd door middel van Bourgondische "bemiddelingspolitiek" geregeld door Filips van Bourgondié, want op 17 november 1432 trouwde Hendrik met Margaretha van Croy in de ridderzaal van het Binnenhof met gasten als Isabella van Portugal. Hendrik bleef in de jaren daarna zijn eigen koers varen en werd door het Bourgondische huis in de ban gedaan, dit omdat hij en zijn vader verwoede Hoeken waren. Onder zijn leiding werd de stad Woerden ingenomen in 1448. Hij was trouw aan bisschop Rudolf van Diepholt, hij hielp hem op 2 februari 1449 met het innemen van de stad Utrecht. Hierbij werd de bisschop in zijn been geschoten en Van Montfoort raakte zijn paard kwijt. Na het overlijden van Van Diepholt kwam het bisdom in de Bourgondische invloedssfeer en daarom steunde hij Gijsbrecht van Brederode in zijn kandidatuur voor de bisschopszetel. Hij was met Reinoud II van Brederode aanwezig bij het Beleg van Amersfoort in 1457.
Van Montfoort huwde in 1432 met Margaretha van Croÿ, een dochter van Anton van Croÿ, graaf van Porcéan. Hij kreeg minstens drie kinderen met haar:
- Jan III van Montfoort (1448-1522)
- Johanna van Montfoort (1450-??) huwde met Johan van Nijenrode (1476) en een tweede huwelijk met Johan van Goor (1480), ze verkreeg Willeskop, Achthoven en Blokland, als een soort van bruidsschat van haar vader.
- Lodewijk van Montfoort (1450-??)